# SOCS4
SOCS4‏ (Suppressor of cytokine signaling 4) هوَ بروتين يُشَفر بواسطة جين SOCS4 في الإنسان.